# Dendryphiosphaera taiensis
Dendryphiosphaera taiensis är en svampart som beskrevs av Lunghini & Rambelli 1978. Dendryphiosphaera taiensis ingår i släktet Dendryphiosphaera, divisionen sporsäcksvampar och riket svampar.   Inga underarter finns listade i Catalogue of Life.